# Bitagron
Bitagron (Witagron) este un sat situat în partea de nord a Surinamului, pe râul Coppename. În limba autohtonilor, numele localității se traduce ca pământul strămoșilor.